# IC 2922
IC 2922 је појединачна звијезда у сазвјежђу Лав која се налази на листи објеката дубоког неба у Индекс каталогу.
Деклинација објекта је + 12° 55' 21" а ректасцензија 11h 32m 51,3s.